# José Cid
José Cid, nato José Albano Cid de Ferreira Tavares (Chamusca, 4 febbraio 1942), è un cantante portoghese.
Ha rappresentato il Portogallo all'Eurovision Song Contest 1980 con la canzone Um grande, grande amor, classificandosi al settimo posto. Negli anni '60 e '70 era stato attivo col gruppo Quarteto 1111. Nel 1971 ha intrapreso la carriera solista. Con una carriera di oltre 60 anni, Cid ha ottenuto 25 dischi d'argento, otto d'oro e tre di platino in Portogallo. Nel 2019, Cid ha ricevuto un Latin Grammy Lifetime Achievement Award, diventando il secondo cantante portoghese, dopo Carlos do Carmo, a ricevere l'onore.